# Таммаріту I

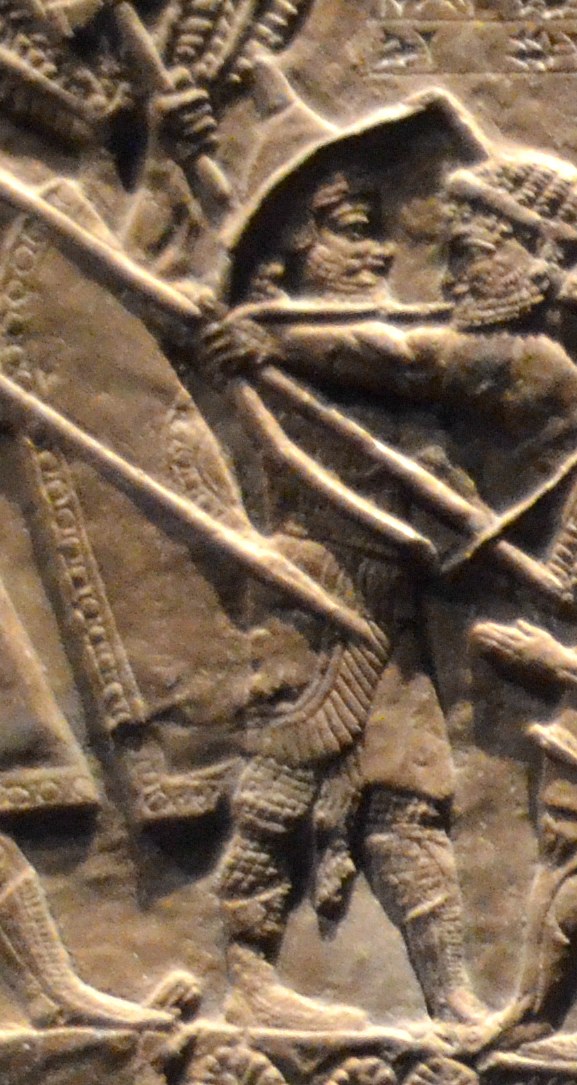
Таммаріту в битві проти Темпті-Хумбан-Іншушинака

Таммаріту I (д/н — до 640 до н. е.) — співцар Еламу близько 653—649 років до н. е.

## Життєпис
Походив з династії Хумбан-тахрідів. Син царя Уртаґу (менш ймовірно — Хумбан-Халташа I). 664 року до н. е. після смерті батька його родич Темпті-Хумбан-Іншушинак з метою захопити владу в усьому Еламі, вирішив убити Таммаріту та двох його рідних (Умманапа і Хумбан-нікаш) і двох стриєчних братів. Тому вони втекли разом до Ассирії, де отримали прихисток від царя Ашшурбанапала.
Таммаріту мешкав при ассирійському дворі до 653 року до н. е., коли Ашшурбанапал переміг Темпті-Хумбан-Іншушинака, захопивши Елам. За цим було розділено Елам між Таммаріту I, що отримав центральну частину з резиденцією в Хідалу (південніше Суз), його брат Хумбан-нікаш II — західні землі Еламу, а стриєчний брат Атта-хаміті-Іншушинак — схід з містом Аншан. Усі  визнали зверхність ассирійського царя.
652 року до н. е. вирішив виявити обережність та не підтримав антиассирійське повстання у Вавилонії, що зробив натомість Хумбан-нікаш II. 651 року до н. е. після поразки останнього Таммаріту I виступив проти нього повалив та стратив разом з родиною. За цим об'єднав Елам.
Втім вимушений був враховувати широкі антиассирійські настрої. Тому став шанувати еламського царя Темпті-Хумбан-Іншушинака, запеклого ворога Ассирії.
У 649 році до н. е. відправив військо на допомогу вавилонському цареві Шамаш-шум-укіну, що боровся з Ассирією. Втім воно зазнало поразку. Можливо невдоволені цим еламіти повстали проти Таммаріту I під орудою Індабібі. Доволі швидко еламський цар зазнав поразки, після чого з родичами і 87 «князями» втік морем. Його судно заплуталося в лабіринті приморських плавнів. Таммаріту перебрався в човен і після довгих поневірянь ледве живий від голоду потрапив в полон до Бел-ібні, халдейського «князя». Його відправили до Ашшурбанапала, який відновив Таммаріту I на троні, але того ж року після повернення ассирійців до себе останнього знову було повалено еламітами.
Зрештою він оселився в Ніневії. Помер до 640 року до н. е.